# Rosières-près-Troyes
Rosières-près-Troyes é uma comuna francesa na região administrativa de Grande Leste, no departamento de Aube. Estende-se por uma área de 6,23 km². Em 2010 a comuna tinha 4 760 habitantes (densidade: 764 hab./km²).